# 東海女子サッカーリーグ
東海女子サッカーリーグ（とうかいじょしサッカーリーグ）は、日本の東海地方の4県（愛知県、岐阜県、三重県、静岡県）に所在する女子（第5種）登録チームが参加する女子サッカーリーグである。日本全国に9つある地域リーグのひとつであり、日本の女子サッカーリーグ編成において4部・5部に相当する。

## 概要
2000年に設立された。10チームで構成されていた2011年までは、5月～8月に開催される前期と10月～12月に開催される後期に分かれており、前期は1回戦総当たり9試合制、後期は上位5チームと下位5チームの2つのリーグに分かれ、それぞれ1回戦総当たり制で4試合を戦い順位を決定していた。
2012年よりリーグのチーム数が12になったため、前後期制は廃止され、4月～12月まで1回戦総当たりの11試合を戦う事になった。
2013年より2部制に変更され、1部・2部各6チームで構成されることとなった。それぞれ4月から12月まで2回戦総当たり制で10試合を戦う。

### レギュレーション
- 1部・2部ともに6チームによる2回戦総当たり制（10試合）。
- 試合時間は90分。
- ベンチ入り人数は9人、交代人数は最大7人。ハーフタイムを除き4回まで交代可能。

### 昇格・降格に関して
- 1部6位と2部1位は自動入替。
- 1部5位と2部2位は入替戦（1試合制）を行う。引き分けの場合は1部5位チームが残留。
- 2部6位は各県リーグに自動降格。東海女子サッカーリーグチャレンジ戦優勝チームは2部に自動昇格。
- 2部5位と東海女子サッカーリーグチャレンジ戦2位チームは入替戦（1試合制）を行う。引き分けの場合は2部5位チームが残留。

## 参加クラブ（2024年度）

### 1部
| クラブ名           | ホームタウン   | 設立年 | 備考       |
| ------------------ | -------------- | ------ | ---------- |
| 藤枝順心高校       | 静岡県藤枝市   | 1994   | 公式サイト |
| 名古屋経済大学     | 愛知県名古屋市 | 2015   | 公式サイト |
| 愛知東邦大学       | 愛知県日進市   |        | 公式サイト |
| 常葉大学附属橘高校 | 静岡県静岡市   |        | 公式サイト |
| 磐田東高校         | 静岡県磐田市   | 1995   | 公式サイト |
| 中京大学           | 愛知県名古屋市 |        | 公式サイト |

### 2部
| クラブ名                                   | ホームタウン   | 設立年 | 備考       |
| ------------------------------------------ | -------------- | ------ | ---------- |
| ルクレMYFC                                 | 静岡県藤枝市   | 2014   | 公式サイト |
| 朝日インテック・ラブリッジ名古屋スターチス | 愛知県名古屋市 | 2001   | 公式サイト |
| セントラル豊橋FCレディース                 | 愛知県豊橋市   | 1990   | 公式サイト |
| 豊田レディースFC                           | 愛知県豊田市   | 1987   | 公式サイト |
| 至学館大学                                 | 愛知県大府市   |        | 公式サイト |
| 高田高校                                   | 三重県津市     |        | 公式サイト |

## 歴代優勝クラブ

### 1部
- 2003年 名古屋FCレディース[2]
- 2004年 ホンダFCレディース[3]
- 2005年 名古屋FCレディース[4]
- 2006年 名古屋FCレディース[5]
- 2007年 名古屋FCレディース[6]
- 2008年 豊田レディースFC[7]
- 2009年 イカイFCレディース[8]
- 2010年 豊田レディースFC[9]
- 2011年 清水第八プレアデス[10]
- 2012年 藤枝順心高校[11]
- 2013年 藤枝順心高校[12]
- 2014年 常葉学園橘高校[13]
- 2015年 藤枝順心高校
- 2016年 藤枝順心高校[14]
- 2017年 愛知東邦大学
- 2018年 藤枝順心高校[15]
- 2019年 藤枝順心高校[16]
- 2020年 藤枝順心高校[17]
- 2021年 藤枝順心高校[18]
- 2022年 藤枝順心高校[19]
- 2023年 藤枝順心高校

### 2部
- 2013年 常葉学園橘中学校
- 2014年 愛知東邦大学
- 2015年 NGU名古屋FCレディースユース
- 2016年 清水第八プレアデス
- 2017年 磐田東高校
- 2018年 ヴィアティン三重レディース
- 2019年 名古屋経済大学
- 2020年 ルクレMYFC
- 2021年 中京大学
- 2022年 ルクレMYFC
- 2023年 磐田東高校